# Kasabian (musikalbum)
Kasabian är det brittiska bandet Kasabians självtitlade debutalbum som släpptes i september 2004 i Storbritannien och i mars 2005 i USA. Från albumet släpptes även fyra singlar (Club Foot, L.S.F, Processed Beats och Cutt Off).
Framsidan på albumet varierar mellan olika länder. Den brittiska versionen är svart och vit, medan import-versionen är svart och röd, samt att den amerikanska versionen är svart och blå.
Under inspelningen hade gruppen bott på en bondgård vid Rutland Water för att inte bli störda. Där tillbringade de varje dag med att skriva låtar och att spela in.

## Låtlista
1. "Club Foot" – 3:34
2. "Processed Beats" – 3:08
3. "Reason Is Treason" – 4:35
4. "I.D." – 4:47
5. "Orange" – 0:46
6. "L.S.F. (Lost Souls Forever)" – 3:17
7. "Running Battle" – 4:15
8. "Test Transmission" – 3:55
9. "Pinch Roller" – 1:13
10. "Cutt Off" – 4:38
11. "Butcher Blues" – 4:28
12. "Ovary Stripe" – 3:50
13. "U Boat" – 4:08 *

- "U Boat" innehåller även ett hemligt spår, "Reason Is Treason (Jacknife Lee Mix)". Tiden för låtlängden som är skriven är endast för låten "U Boat", utan mellanrummet och det hemliga spåret (som börjar vid 7:05).